# It’s Dark and Hell Is Hot
It’s Dark and Hell Is Hot – pierwszy album amerykańskiego rapera o pseudonimie DMX. Wydany został 19 maja 1998 roku. Promowany przez dwa single: "Get at Me Dog" (B-Side "Stop Being Greedy"; zdobył status złotej płyty) i "How’s It Goin’ Down" (B-Side "Ruff Ryders' Anthem"). Album zadebiutował na pierwszym miejscu listy Billboard 200. Album Znalazł się na liście "500 zCDs You Must Own Before You Die" ("500 CD, które musisz posiadać zanim umrzesz").
Dodatkowy utwór, "Ruff Ryders' Anthem (Live)" został przeniesiony z "Survival of the Illest: Live from 125 NYC".

## Wersja ocenzurowana
It’s Dark and Hell Is Hot wydano również w wersji ocenzurowanej. Większość przekleństw została usunięta, ale nie ocenzurowano tekstów brutalnych lub o narkotykach.

## Certyfikaty
- 18 września 1998 roku został zatwierdzony jako platyna przez RIAA.
- 9 listopada 1998 roku został zatwierdzony jako 2x platyna przez RIAA.
- 17 lutego 1999 roku został zatwierdzony jako 3x platyna przez RIAA.
- 18 grudnia 2000 roku został zatwierdzony jako 4x platyna przez RIAA[10].

## Sample
- "Intro" zawiera sample'a z "Beyod Forever" Mtume i odgłosy z filmu "Tales From The Hood"
- "Fuckin' Wit' D" zawiera sample'a z "Shifting Gears" Larry’ego Mizella
- "Get at Me Dog" zawiera sample'a z "Everything Good To You" B.T. Express
- "Let Me Fly" zawiera sample'a z "Lo Dudo" Manuela Alejandro
- "Crime Story" zawiera sample'a z "Easin' In" F. Perrona
- "Stop Being Greedy" zawiera sample'a z "My Hero Is A Gun" M. Masseta
- "I Can Feel It" zawiera sample'a z "In The Air Tonight" Phila Collinsa
- "The Convo" zawiera sample'a z "Nights On Broadaway" Barry’ego Gibba, Maurice’a Gibba i Robina Gibba

## Lista utworów
| #  | Tytuł                           | Autorzy                                                                              | Producent(ci)                  | Występujący                                        | Długość |
| -- | ------------------------------- | ------------------------------------------------------------------------------------ | ------------------------------ | -------------------------------------------------- | ------- |
| 1  | "Intro"                         | E. Simmons, I. Lorenzo, J. Mtume                                                     | Irv Gotti, Lil' Rob            | DMX                                                | 4:09    |
| 2  | "Ruff Ryders' Anthem"           | E. Simmons, K. Dean                                                                  | Swizz Beatz                    | DMX                                                | 3:34    |
| 3  | "Fuckin' Wit' D"                | E. Simmmons, A. Fields, D. Blackman, L. Mizzel, A. Mizzel                            | PK, Dame Grease                | DMX                                                | 2:17    |
| 4  | "The Storm (Skit)"              | E. Simmons, D. Blackman, A. Fields, W. Dean, M. Man                                  | Dame Grease, PK, Waah, Mad Man | Waah                                               | 1:00    |
| 5  | "Look Thru My Eyes"             | E. Simmmons, A. Fields, D. Blackman                                                  | PK, Dame Grease                | DMX                                                | 3:50    |
| 6  | "Get at Me Dog"                 | E. Simmons, S. Jacobs, D. Blackman, A. Fields                                        | Dame Grease, PK                | DMX, Sheek Louch                                   | 4:03    |
| 7  | "Let Me Fly"                    | E. Simmmons, D. Blackman, R. Frierson, M. Alejandro, A. Magdalena                    | Dame Grease, Young Lord        | DMX                                                | 4:12    |
| 8  | "X-Is Coming"                   | E. Simmons, A. Fields                                                                | PK                             | DMX - Dodatkowy wokal: Warren i Randy              | 4:18    |
| 9  | "Damien"                        | E. Simmons, D. Blackman                                                              | Dame Grease                    | DMX                                                | 3:42    |
| 10 | "How’s It Goin’ Down"           | E. Simmons, A. Fields                                                                | PK                             | DMX - Dodatkowy wokal: Lovey Ford i Schamika Grant | 4:42    |
| 11 | "Mickey (Skit)"                 | E. Simmons, A. Fields, W. Dean, R. Winn                                              | PK, Waah, Rajah Winn           | Waah                                               | 0:25    |
| 12 | "Crime Story"                   | E. Simmons, I. Lorenzo, F. Perron                                                    | Irv Gotti, Lil' Rob            | DMX                                                | 3:47    |
| 13 | "Stop Being Greedy"             | E. Simmons, A. Fields, D. Blackman, M. Masset                                        | PK, Dame Grease                | DMX                                                | 3:37    |
| 14 | "ATF"                           | E. Simmons, D. Blackman                                                              | Dame Grease                    | DMX                                                | 1:56    |
| 15 | "For My Dogs"                   | E. Simmons, D. Blackman, D. Joyner, K. Carter, K. Davis, M. J. Smalls                | Dame Grease                    | DMX, Kasino, Big Stan, Drag-On, Loose Cannon,      | 4:11    |
| 16 | "I Can Feel It"                 | E. Simmons, D. Blackman, P. Collins                                                  | Dame Grease                    | DMX - Dodatkowy wokal: Nardo                       | 4:13    |
| 17 | "Prayer (Skit)"                 | E. Simmons                                                                           | Dame Grease                    | DMX                                                | 2:32    |
| 18 | "The Convo"                     | E. Simmons, D. Blackman, B. A. Gibb, M. E. Gibb, R. H. Gibb, E. Penney, J. Gillespie | Dame Grease                    | DMX                                                | 3:33    |
| 19 | "Niggaz Done Started Something" | E. Simmons, D. Blackman, J. Philips, S. Jacobs, D. Styles, M. Betha                  | Dame Grease                    | DMX, Ma$e, The Lox                                 | 5:14    |
| 20 | "Ruff Ryders' Anthem (Live)"    | E. Simmons, K. Dean                                                                  | Swizz Beatz                    | DMX                                                | 2:57    |

## Personel
- Główny wykonawca: DMX
- Producenci wykonawczy (Executive producers): Dee, Waah, Irv Gotti
- Marketing: Jazz Young
- Fotograf: Jonathan Mannion
- Stylistka: Chivon Dean
- Reissue production coordination: Shawn Kilmurray, !an Muller, Haythem Bouchuigur
- Remastering: Jeff Willens
- Nagrywanie: Patrick Viata, Justice Johnson, D'Anthony Johnson
- Miksowanie: Rick Keller, DURO, Kevin Course, Prince Charles
- Producenci: Lil' Rob, Swizz Beatz, PK, Dame Grease, Young Lord, Mad Man, Rajah Winn
- Keyboard: Cliff Branch
- Wykonawcy: Sheek Louch, Jamie Warren, Randy, Lovey Ford, Schamika Grant, Big Stan, Loose, Drag-On, Kasino, Ma$e, Styles P, Jadakiss

## Def Jam – Survival Of The Illest
Do pierwszych 50,000 pierwszych sprzedanych egzemplarzy dołączono bonusowy CD z okazji dziesięciolecia działalności Def Jam Recordings, zatytułowany "Def Jam – Survival Of The Illest". Poza utworami DMX-a, płyta zawiera również utwory innych wykonawców z wytwórni Def Jam Recordings takich jak Onyx, Ja Rule, Def Squad czy Cormega.

### Lista utworów
| #  | Tytuł                     | Występujący        | Długość |
| -- | ------------------------- | ------------------ | ------- |
| 1  | "Freestyle"               | Ja Rule            | 4:29    |
| 2  | "Intro"                   | Onyx               | 0:47    |
| 3  | "Freestyle"               | Onyx               | 3:22    |
| 4  | "Raise It Up"             | Onyx               | 1:00    |
| 5  | "Street Niggas"           | Onyx               | 1:24    |
| 6  | "Brooke Willies"          | Onyx               | 3:07    |
| 7  | "React"                   | Onyx               | 4:26    |
| 8  | "Interlude"               | Onyx               | 0:19    |
| 9  | "Shut ’Em Down"           | Onyx               | 4:00    |
| 10 | "Ghetto Starz"            | Onyx               | 1:13    |
| 11 | "Fuck That"               | Onyx               | 2:24    |
| 12 | "The Worst"               | Onyx, Wu-Tang Clan | 1:50    |
| 13 | "Full Cooperation"        | Def Squad          | 3:29    |
| 14 | "Testament"               | Cormega            | 3:59    |
| 15 | "The Ripper Strikes Back" | LL Cool J          | 5:30    |

## Listy
| Lista (1998)                      | Miejsce |
| --------------------------------- | ------- |
| U.S. Billboard 200                | 1       |
| U.S. Billboard R&B/Hip-Hop Albums | 2       |

## Single
| 1998 | "Get at Me Dog" (featuring Sheek Louch) | 39 | 19 | 6  |
| 1998 | "Stop Being Greedy"                     | 79 | 45 | –  |
| 1998 | "How’s It Goin’ Down"                   | 70 | 19 | –  |
| 1998 | "Ruff Ryders' Anthem"                   | 94 | 33 | 18 |